# Köchelförteckningen
Köchelförteckningen (tyska: Köchel-Verzeichnis) är en katalog över Wolfgang Amadeus Mozarts verk, sammanställd av den österrikiske musikbibliografen och juristen Ludwig von Köchel (1800-1877) och ursprungligen publicerad 1862. I katalogen ordnas alla Mozarts verk i kronologisk ordning. Köchelförteckningen är fortfarande grunden för all systematisering av Mozarts verk och förkortningarna "KV" (tyska) respektive "K" (engelska och vanligen svenska) med efterföljande nummer (1-626) läggs i så gott som alla sammanhang (konsertprogram, nottryck, handböcker) till kompositionernas titlar.
Även om systematiseringen fortfarande går tillbaka på Köchel, har en hel del av hans dateringar visat sig vara felaktiga, varför senare upplagor av katalogen (framför allt den tredje från 1937, bearbetad av Alfred Einstein) har ändrat på flera av de ursprungliga köchelnumren.